# Sestiga della Pace
La Sestiga della Pace è un gruppo scultoreo colossale in bronzo posto sopra all'attico dell'Arco della Pace di Milano. È considerata l'opera maggiore dello scultore milanese Abbondio Sangiorgio (1798-1879) e fu innalzata sull'Arco il 15 settembre 1837 quando Milano era capitale del Regno Lombardo-Veneto. Il gruppo è composto da sei destrieri che trainano su un carro Eirene, Dea della Pace, entrante nella città di Milano. Il termine sestiga, sul modello di biga e quadriga, fu coniato appositamente per questo monumento. Il gruppo venne gettato in bronzo dalla celebre officina milanese di Luigi Manfredini (1771-1840).

## L'Arco della Pace
L'Arco della Pace, in origine del Sempione, sorge nel mezzo della piazza Sempione, a Milano. E' un arco trionfale la cui prima pietra fu posta il 14 ottobre 1807, durante il Regno d'Italia instaurato da Napoleone, e che avrebbe dovuto marcare l'inizio della Strada del Sempione per collegare Milano con Parigi; i lavori vennero però sospesi con la caduta del Regno di Bonaparte (1814) e ripresi nel 1826 sotto gli austriaci; l'Arco fu infine inaugurato il 10 settembre 1838 con una fastosa cerimonia presieduta dall'appena incoronato imperatore Ferdinando I d'Austria. ed ebbe la sua definitiva consacrazione nel 1859 con l'ingresso in Milano di Napoleone III e di Vittorio Emanuele II dopo la vittoria di Magenta.

## Descrizione dellaSestiga

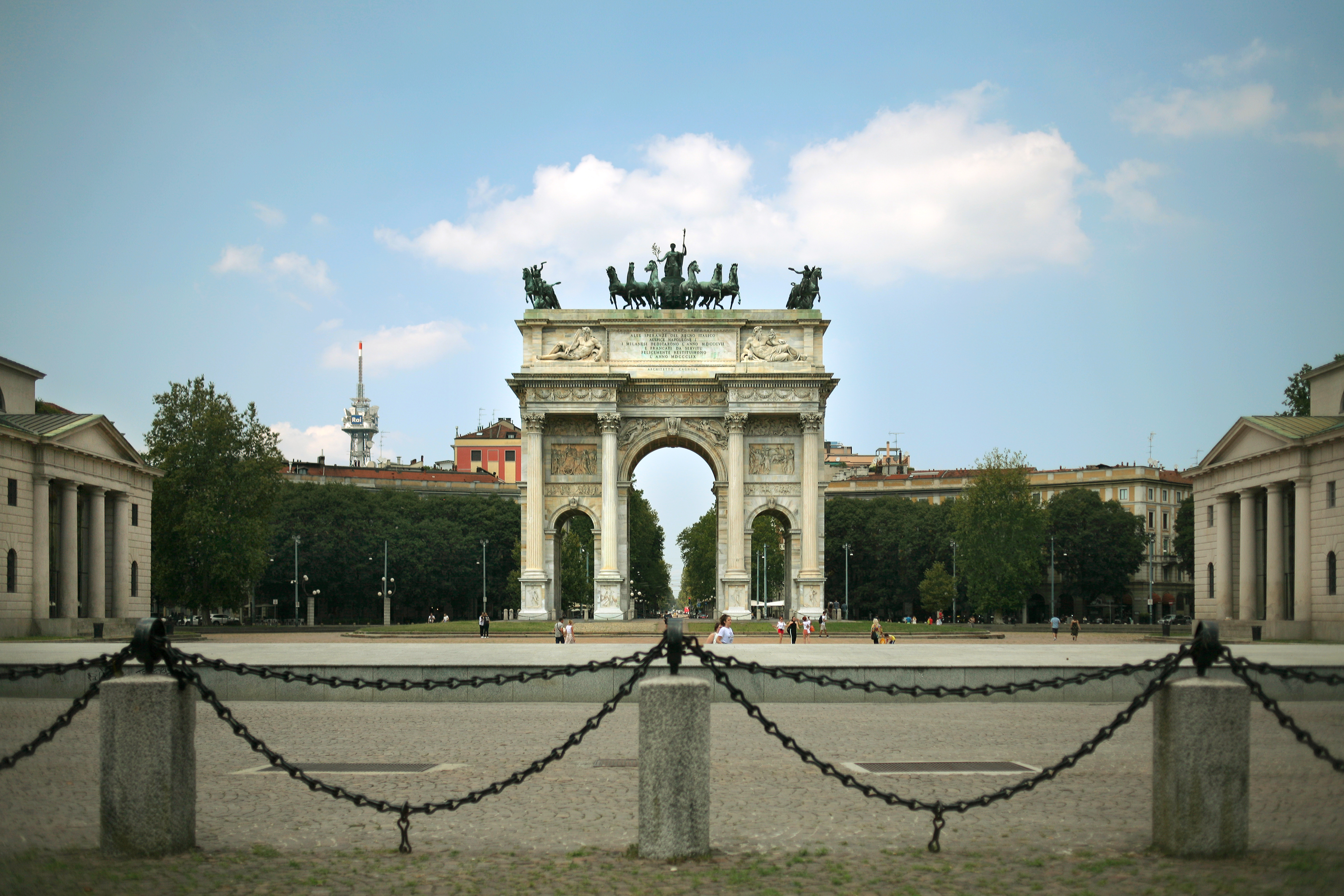
Veduta dell'Arco della Pace con la Sestiga e le quattro Vittorie

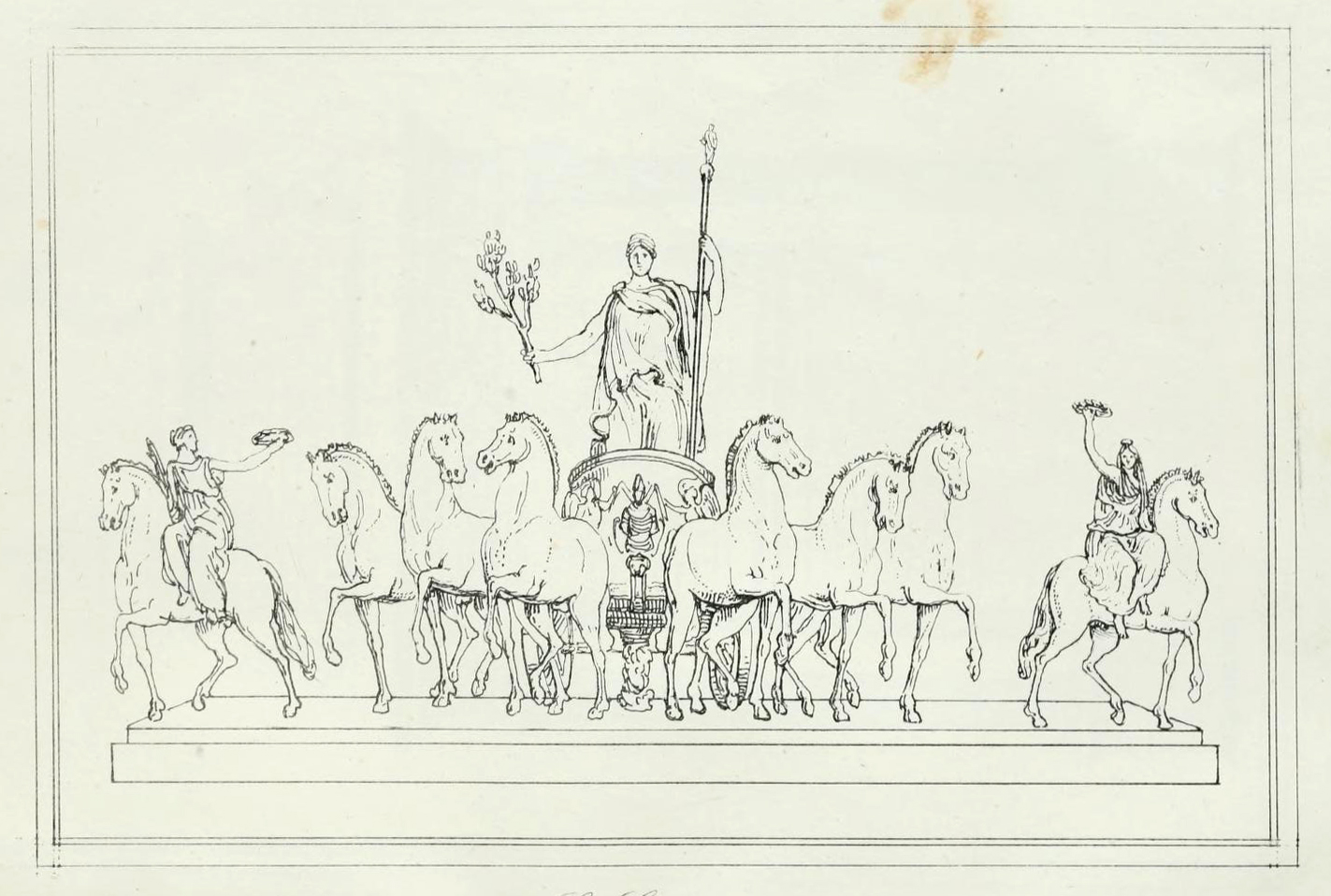
Disegno della Sestiga (Giuseppe Elena, 1838)

La Sestiga è sovrapposta all'Arco ed è modellata con la Dea della Pace che guida verso la città di Milano un carro a cui sono aggiogati sei cavalli. La Dea, ritta sul carro, è alta m. 4,22, ha la fronte cinta da un diadema e il corpo avvolto in una tunica matronale; nella mano destra tiene un ramo di ulivo, simbolo di pace, e nella sinistra un'asta sulla cui cima è posta una piccola figura rappresentante la Minerva pacifica. La fodrina anteriore del carro è decorata da un trofeo e due figure ai lati rappresentanti una il Genio della fertilità lombarda con cornucopia e spighe di grano e l'altra il Genio delle belle arti con i medesimi emblemi e in una mano un ritratto del Cagnola, architetto dell'Arco della Pace. Sotto al fondo del carro una Scrofa semilanuta (antico simbolo di Milano) e due biscioni, simbolo dei Visconti, entrambi a bassorilievo. Il carro comprensivo della Dea ha un peso di circa 25 tonnellate ed è trainato da sei cavalli ognuno in una mossa diversa: per la fusione in parti separate dei cavalli occorsero sette anni. 

Ai lati della sestiga, ai quattro angoli dell'attico dell'Arco, si trovano quattro Vittorie a cavallo che offrono una corona d'alloro e una palma alla Dea entrante in Milano. I quattro cavalli e le donne sono opera dello scultore bolognese Giovanni Putti (1771-1847).

## Innalzamento del monumento
Il trasporto del gruppo in bronzo del peso di 36 tonnellate fu affidato all'architetto Francesco Peverelli (1789-1854), allievo del Cagnola, che modificò un carro meccanico invenzione de Cristoforo Sieber già usato precedentemente per trasportare le otto colonne marmoree dell'Arco; il convoglio con la Sestiga mosse alle ore tre del 18 agosto 1837, partendo dall'officina Manfredini che era stata appositamente allestita presso l'ex convento della Fontana, fuori da Porta Comasina. Il gruppo bronzeo, affrancato su un grosso masso di granito, giunse all'Arco a bordo del carro alla sera del 20 agosto: il viaggio durò 46 ore per percorrere 2 miglia di distanza. 
Il 15 settembre 1837 il monumento venne innalzato sull'Arco dal Peverelli che approntò un'armatura quadrata di sei colonne in legno collegate da robuste traverse. Alle 9 e un quarto furono messi in funzione 12 argani disposti a semicerchio intorno all'armatura e nello spazio di 58 minuti la Sestiga era collocata sull'Arco. L'innalzamento occupò 304 uomini di cui 120 militari di guarnigione.

## Leggende
È diffusa la leggenda che la Sestiga fosse originariamente rivolta verso la Francia, quindi in direzione della periferia della città di Milano, e che poi sia stata ruotata dagli austriaci verso Milano in data incerta con l'intento di farsi beffa dei francesi. La leggenda, non supportata da alcuna fonte ma spesso diffusa anche in ambiti competenti, non considera che la Sestiga non è coeva all'Arco della Pace e che fu collocata sull'attico dell'Arco nel 1837 proprio durante l'amministrazione austriaca (ventitré anni dopo l'uscita dei francesi) nella medesima posizione che occupa ai giorni nostri, ovvero rivolta verso la città a simboleggiare la Pace entrante in Milano.